# Via Cavour (Roma)
La Via Cavour es una calle de Roma que conduce desde la Piazza dei Cinquecento hacia la Via dei Fori Imperiali, deteniéndose en la Via del Colosseo. En su recorrido atraviesa los rioni de Castro Pretorio y Monti, así como el Esquilino, donde se encuentra la Basílica de Santa María la Mayor.

## Historia
La creación de la Via Cavour data de finales del siglo XIX, durante las intervenciones debidas a la expansión urbanística de la nueva capital. La luz verde a la construcción de la calle se dio en una reunión del ayuntamiento de mayo de 1880. Se dio un notable impulso a las obras tras la entrada en vigor de la ley n. 209 del 14 de mayo de 1881, que destinaba financiación estatal para realizar las infraestructuras adecuadas para una capital, y del plano regulador de Alessandro Viviani de 1883.
La intervención afectó entre otras zonas las colinas del Quirinal y el Viminal, creando nuevos ejes viarios, como la Via Cavour y la Via Nazionale, la Estación Termini y las nuevas sedes de los ministerios. El trazado de la calle nació como eje de conexión entre la Estación Termini y los foros imperiales y se realizó desde 1880 hasta los años diez del siglo XX. En las puertas de muchos palacios se pueden ver aún las fechas de su construcción.
Su recorrido atraviesa el valle de la Suburra, un valle bastante escarpado y con fuertes desniveles, que debía tener una pendiente regular para superar el desnivel entre la cima del Viminal y el valle de los foros; por esto se crearon numerosos terraplenes, respecto a los cuales las calles antiguas, como la Via Urbana o la Via in Selci, terminaron por permanecer hundidas, o, como en el caso de la plaza de la iglesia de San Francisco de Paula, que para que se sostuviera fue necesario construir un muro de contención y de apoyo. En esa ocasión, para permitir la apertura de la calle, también se demolió la iglesia de San Salvatore ad tre imagines.